# Největší všivák vesmíru
Největší všivák vesmíru (v anglickém originále The Biggest Douche in the Universe) je patnáctý díl šesté řady amerického animovaného televizního seriálu Městečko South Park. Premiéru měl 27. listopadu 2002 na americké televizní stanici Comedy Central 

## Děj
Když se ani největšímu senzibilu nepodaří Kennyho vyhnat z Cartmana, jede Cartman s mámou a Šéfem do Skotska za Šéfovými rodiči, kteří znají woodoo praktiky. Mezitím je Kyle po tom, co se se senzibilem potká, v obavách, že ho začínají jeho blízcí zesnulí sledovat.